# Дейв Таррас
Дейв Таррас (1895 , Теплик  — 13 лютого 1989 , Оушенсайд, Нью-Йорк ) — американський клезмерський кларнетист та керівник оркестру українського походження, учасник відродження клезмерської музики.

## Біографія

### Ранній життєпис
Давид Тарасюк народився в селищі Теплик, у нинішньому Гайсинському районі (з 2017 року — адміністративний центр Теплицької громади Вінницької області), а, згодом, із батьками переїхав до Тернівки, села, яке тоді було в Подільській губернії Російської імперії і яке зараз знаходиться в Теплицької громади Вінницької області. Його точний день народження спірний; часто вказується як 15 березня 1895 року, або, за іншими джерелами, у 1898 році. Походив з родини клезмерів. Його батько Рахміль Тарасюк був клезмерським тромбоністом. Дід Шейндла був скрипалем і бадхном, а п'ятеро братів Давида також стали професійними музикантами. З дитинства він грав на різних інструментах, зосередившись на клезмерській музиці. Протягом кількох років його основним інструментом була флейта, поки він не перейшов на кларнет приблизно в 1909 році. До того часу він також міг грати на балалайці, гітарі та мандоліні. У 1915 році його призвали до царської армії, але він грав у військовому оркестрі, тому на потрапити на фронт першої світової війни.
Покинувши Російську імперію, Давид Тарасюк деякий час жив у Бухаресті, Румунія. Потрапивши до Великої Британії, він у 1921 році відплив до Нью-Йорка, де спочатку працював на швейній фабриці.

### Музична кар'єра
Згодом він виявив, що може заробляти гроші як музикант, і працював кларнетистом у багатьох клезмерських ансамблях Нью-Йорка. Давид Тарасюк також став улюбленим акомпаніатором для багатьох популярних зірок театру на їдиш і для деяких великих канторів того часу. Окрім єврейської музики, він також записував грецькі, польські та російські мелодії. Його здатність грати в різних стилях була додатково замаскована використанням псевдонімів на його записах для Columbia Records. За скромними оцінками, за свою кар'єру він взяв участь у 500 записах. Оркестр Дейва Тарраса неодноразово виступав на радіо Нью-Йорка, починаючи з 1930-х років.
Його майстерність і стабільність дозволили йому грати багато років довше, ніж інші піонери клезмерів того часу (Нафтуле Брандвейн, наприклад, пішов у відставку або покинув бізнес). Досвід гри Тарраса у військовому оркестрі, його вміння читати ноти та відмінне володіння стилем їдиш зробили його фаворитом серед керівників оркестрів. Після того як клезмерська музика вийшла з моди після Другої світової війни, Таррас залишився одним із небагатьох музикантів, які все ще активно записували та грали. Його особистий репертуар походив від бессарабського походження та впливу єврейської й циганської (ромської) музики. Зев Фельдман приписує Таррасу не лише «бессарабізацію» єврейської танцювальної музики, але й заміну того, що було домінуючим мелодичним стилем фрейлех, на булгар.
Найстаріший запис Тарраса, Tanz! (1956) був дітищем його зятя, кларнетиста і саксофоніста Сема Мюзікера. The San Francisco Examiner назвав його «незвичайним фольклорним альбомом», зазначивши, що Таррас і Мюзікер «забезпечують живу, веселу, танцювальну музику, в основі якої часто лежить та сама сардонічна нота, яка лежить в основі гумору Шолом-Алейхіма». Альбом, який вдало поєднує джазові та клезмерські ідіоми, загалом не був добре прийнятий свого часу, але залишається центральним у каноні сучасних прихильників відродження. Протягом своєї кар'єри Тарраса було відзначено за створення «нового клезмерського звучання, яке поєднало популярну американську музику з впізнаваним європейським корінням».
На початку відродження клезмера в 1970-х та 1980-х роках Таррас був наставником багатьох молодих музикантів, які згодом стали відомими, зокрема кларнетиста та мандолініста Енді Стетмана.
У 1984 році Таррас став лауреатом стипендії Національної спадщини від Національного фонду мистецтв, яка є найвищою відзнакою уряду США в галузі народного та традиційного мистецтва.
Таррас помер від пневмонії в лютому 1989 року в Оушенсайді, Нью-Йорк. Похований на кладовищі Монтефіоре.

## Сім'я
Дружину Тарраса звали Сара. Коли Таррас помер у 1989 році, у некролозі було зазначено, що в нього залишилися брат (Фройка), донька (Бруні), син (Сеймур) та семеро онуків.